# 不可为自己雕刻偶像
"不可为自己雕刻偶像"（[לֹא-תַעֲשֶׂה לְךָ פֶסֶל, וְכָל-תְּמוּנָה] 错误：{{Lang}}：无效参数：|3=（帮助））是十诫中的一条，根据《申命记》，这是神向以色列人宣讲并用神的手指刻在石板上的诫命之一。 经文继续说道：“……任何雕刻的像，无论是天上的、地上的，还是水下的；不可跪拜这些像，也不可侍奉它们。”
犹太教传统中禁止雕刻或制作偶像。基督教各教派依据其教义对这一诫命有不同的解释，例如天主教会和东正教，虽然崇拜偶像被禁止，但对圣像的使用和崇敬却存在争议，甚至引发了历史上的破坏圣像运动。在伊斯兰教中，不使用偶像的传统（圣像破坏主义）是一个常见但并非普遍的现象。
尽管没有单一的圣经段落完整定义偶像崇拜，但相关主题在多处经文中被提及，可以概括为：对偶像或崇拜图像的崇拜；通过偶像或图像崇拜多神教的神；崇拜受造物（如树木、石头、动物、星辰崇拜或其他人类）；以及使用偶像进行对神（耶和华）的崇拜。 《新约》中将贪婪定义为一种偶像崇拜， 而在十诫颁布时，参与偶像崇拜的机会非常普遍，邻近迦南部落的宗教常以精心制作和维护的偶像为中心。 然而，根据《申命记》，以色列人被严格警告不得采用或改编周围民族的宗教习俗。
尽管如此，根据希伯来圣经的记载，从摩西时期到巴比伦之囚，以色列人反复违反这一诫命及其前一条诫命——“除我以外你不可有别的神”。大量圣经宣讲内容聚焦于“只敬拜独一的神”和“敬拜其他偶像”之间的选择。 巴比伦之囚似乎是一个转折点，此后犹太人整体上强烈坚持一神信仰，并愿为此而战（如马加比起义）或殉道，而不向任何其他神明致敬。
根据诗篇作者和先知以赛亚的说法，敬拜无生命偶像的人将变得像偶像一样，即失明、无感、无法听从神的真理。 使徒保罗在《罗马书》中指出，崇拜受造物（而非创造者）是导致性道德和社会道德解体的原因。

### 诫命
不可为自己雕刻偶像，也不可作什么形像，不论是上天下、地下和地底下水中的百物；不可跪拜那些像，也不可事奉它，因为我耶和华你的神是忌邪的神……。——《出埃及记》20:4-5（和合本）
不可為你製造任何彷彿天上、或地上、或地下水中之物的雕像。不可叩拜這些像，也不可敬奉，因為我，上主，你的天主是忌邪的天主。——《出谷记》20:4-5（思高本）

### 翻译为“雕刻偶像”的词语
在圣经翻译中，“雕刻偶像”或“偶像”可能对应多种希伯来词汇。其中，“pesel”（פֶסֶל）在现代希伯来语中被译为“雕塑”， 表示被雕刻或凿成的物品。在后续章节中，“pesel”也被用于指代金属、木制和石制的图像。其他术语如“nēsek”、“massēkâ”、“massēbâ”、“ōseb”和“maskit”则指示材料或制造方式。
一些术语表现出圣经对偶像一贯负面的道德看法。例如，偶像被称为“非神”、 “虚无”、 “虚妄”、 “罪孽”、 “风和混乱”、 “死物”、 “尸体”、 和“谎言”。 其他术语则带有明显的蔑视色彩，例如“elilim”（“无力者”）和“gillulim”（“粪团”）。

## 文化背景
古代近东的偶像是以色列周围部族祭祀活动的核心人物。 据记载，这些偶像通常被安放在基座上，披上衣服并上色，并用银链或铁钉固定，以防跌倒或被搬走。 为了显示对敌人偶像的胜利，通常会夺走被征服者的偶像， 这一习俗在楔形文字文献中也有频繁提及。
学者们讨论了偶像崇拜者是否区分独立于偶像存在的神灵和物质偶像本身的区别。 一些学者认为，希伯来圣经中的异教徒并非字面上崇拜偶像本身，因此偶像崇拜问题的核心在于人们是追随“假神”还是“真神”。古代近东的人民不仅在精神层面崇拜神灵，还非常注重维护其宗教偶像，并认为偶像的制造和维护指示来自神灵的启示。通过仪式，人们相信神灵的灵魂进入物质偶像中。 当偶像被掠夺或得不到妥善维护时，相关的宗教实践也随之衰退。因此，尽管学者可能争论偶像物质形式与其所代表或容纳的神灵的重要性，在实践中这一区分并不容易辨别。

## 圣经中的禁令
圣经在许多章节中禁止偶像崇拜，尽管没有单一段落包含完整的定义。这些禁令分布在圣经的各卷中，综合起来，偶像崇拜可以被定义为：对偶像（或图像）的崇拜；通过偶像（或图像）崇拜多神；对受造物（如树木、石头、动物、天体或他人）的崇拜；甚至在崇拜以色列的神时使用偶像。
关于这一禁令是否禁止制作耶和华的形象存在争议。一些学者提出，亚伦制造的金牛犊可能是为了代表耶和华，或作为承载耶和华宝座的象征。 通常认为，玛索拉学者通过改变“牛”（ʾābı̂r）为“大能者”（ʾabbı̂r），试图消除耶和华与牛之间的关联。 其他学者认为，金牛可能代表其他神，如以利、巴力或月神辛。 根据《出埃及记》32:7-8中神对摩西的启示，这一事件被视为对刚刚颁布的律法的违背：“他们很快偏离了我所吩咐的道路”。
在多个地方，圣经古文献宣称神没有形状或形式，完全无可比拟，因此任何偶像、图像、理念或受造物都不能体现神的本质。 《申命记》第4章指出，以色列人在西奈山领受十诫时并未见到神的形象，这也是禁止制作任何神圣形象的理由——无论是人、动物还是天体的偶像。相反，神选择通过言语、通过人以及通过历史彰显祂自己。
根据《约书亚记》，亚伯拉罕出身于崇拜异教神灵的土地和家族。 但当神向亚伯拉罕启示并呼召他离开本地到迦南时，他便照做了。
随着以色列领导权从摩西传给约书亚，以色列人与神之间的圣约得以更新，并再次警告不要采用或适应异教偶像崇拜的习俗，否则将面临集体毁灭并失去应许之地。 然而，尽管先知一再警告，偶像崇拜在以色列中依然普遍存在，并受到许多以色列王的支持，最终导致了巴比伦之囚。同时，先知也向那些悔改归向神的人承诺恢复。 但因以色列长期拒绝悔改，神通过先知耶利米宣告圣约已无法修复，并预言巴比伦被掳的审判不可避免。
圣经中的偶像崇拜禁令也包括禁止采纳或模仿以色列人周围民族的信仰和实践，特别是古代美索不达米亚和埃及的宗教。在希伯来圣经的许多经文中，提到了用于偶像崇拜的具体做法，包括献香、祷告、献食物、饮品和血祭，唱歌跳舞，割伤自己，跪拜并亲吻偶像，不正当行为，让子女经火，男性和女性的庙妓，以及包括儿童献祭在内的人祭。
古代的理解显然与对受造物的艺术表现没有冲突，圣经描述了会幕及后来的圣殿，其中包含了以基路伯、花朵、水果、树木和动物为主题的织物和器物。
然而，有时神指示制造的物品被以色列人变成了偶像。《民数记》中记载，神指示摩西制作一个铜蛇，以应对因罪而爆发的毒蛇灾疫。《列王纪下》第18章再次提到铜蛇，但这个原本用以纪念神眷顾的物品却被命名并受到崇拜，最终在希西家王的改革中被毁掉。
根据《出埃及记》第25章和第37章，约柜是一个矩形的容器，外面包覆纯金，上面有两个金制的基路伯。约柜被视为圣物，存放于至圣所内，这是会幕（后来是圣殿）中最内的部分。约柜不能被直接触碰，必须按照规定的方式搬运。 然而，约柜并非用来崇拜的对象，当以色列人将它像祭祀偶像一样抬到战场上，期望它保证胜利时，他们却遭受了三万人的惨败，并且约柜被掠夺到外邦神的庙中。

## 历史上的偶像崇拜与先知的谴责
《列王纪上》12:28-30记载了耶罗波安制造金牛犊并设置敬拜场所于伯特利和但的故事。这是出于政治目的，旨在使以色列人的忠诚远离犹大境内的耶路撒冷（由罗波安统治）。经文提到：“这事叫百姓陷在罪里”，并伴随着多项违反与神立约的行为。 耶罗波安用来介绍这些偶像崇拜的语言与亚伦在西奈山关于金牛犊的语言极为相似。这些形象与埃及神祇中以牛为象征的形象颇为相似。 根据《列王纪上》13章，神从犹大差遣了一位先知来谴责耶罗波安的行为，并预言290年后约西亚王将毁灭参与这些偶像崇拜的祭司。
不仅普通百姓用迦南神和崇拜方式代替对以色列之神的崇拜，多神崇拜和对外邦神的敬拜在北国和南国几乎成为官方行为，尽管神的先知一再警告。
《列王纪》记载了公元前9世纪在迦密山上关于雨水主权、即神性的较量：以利亚向以色列人挑战：“若耶和华是神，就当顺从祂；若巴力是神，就当顺从他。” 人们一直犹豫不决，直到耶和华显明胜利为止，此后他们将450名巴力先知处死。尽管亚哈王的妻子耶洗别推动的多神崇拜政策在短期内未改变，但后续经文表明亚哈后来转离偶像，归向耶和华。
先知书记录了对抗偶像崇拜的持续斗争。例如，先知耶利米抱怨说：“犹大啊，你的神明与你的城邑一样多。” 耶利米、以西结和何西阿将以色列敬拜别神形容为属灵的淫乱： “他们行淫的心偏离了我，眼目恋慕偶像，使我伤痛。” 这导致了雅威与以色列之间的约被破坏并“离婚”， 其表现为尼布甲尼撒王击败以色列并将其流放至巴比伦，北国从此未能恢复。
诗篇作者描述偶像为金、银、木和石头制成，仅是人手的作品，既不能言、看、听、闻，也无法施加伤害或带来益处。 诗篇作者以及先知以赛亚警告称，敬拜这些无力的偶像并非无害：“敬拜它们的人必与它们一样”，即无法看见、感知，也无法听到神的真理。
圣经将但以理和他的同伴作为不向别神下拜、甚至为此愿意牺牲生命的正面例子。在被掳时期，尼布甲尼撒竖立了自己的金像，命令所有臣民敬拜。但三位犹太官员——沙得拉、米煞、亚伯尼歌——拒绝向金像跪拜。他们在面对火炉刑罚时表达了信仰和决心：“即便神不救我们，我们也绝不侍奉你的神明，也不敬拜你所立的金像。”

## 马加比起义
在公元前167年，安条克四世重新占领了耶路撒冷，他禁止犹太人遵守《律法书》，并在第二圣殿中引入外邦神的崇拜。许多犹太人因拒绝承认塞琉古诸神的权威而殉道。

## 犹太教
在犹太教中，神选择通过祂的话语、祂在历史中的作为以及通过人类的工作来显明祂的身份，而非通过偶像或形象。 偶像崇拜是米示拿中提到的三种必须宁死不屈的罪行之一（另两种是奸淫和谋杀）。 到了塔木德编纂时期，接受或拒绝偶像崇拜已成为检验犹太身份的试金石：“凡否认偶像者被称为犹太人。”“凡承认偶像者是否认整个《律法书》；凡否认偶像者是承认整个《律法书》。” 《塔木德》在多处讨论偶像崇拜的主题，其中《Avodah Zarah》（“异教崇拜”）篇详述了如何与周围民族互动以避免实践或间接支持偶像崇拜的实用准则。
亚历山大的斐洛在他的作品中捍卫了犹太人关于神的观点，反对罗马世界的皇帝崇拜和埃及人对动物的偶像崇拜。
迈蒙尼德警告称，特殊物品（如门柱经文盒）和特殊祷告（如示玛）的目的是提醒人们爱神及其诫命，而非保证好运，它们不应成为偶像。
虽然犹太人通常被禁止嘲笑任何圣物，但嘲笑偶像却被认为是有功德的。 这一观念显然起源于古代，因为希伯来圣经中用来描述“偶像”的多个词语本身就是轻蔑的，如elilim（“无能者”）和gillulim（“粪丸”）。
随着时间推移，人们对第二诫的解释发生了变化。在一世纪的犹太地，拉比强烈反对人像的描绘和在圣殿中放置雕像；而三世纪的巴比伦犹太人则持不同看法。此外，尽管一世纪罗马犹太地区没有人像艺术，但杜拉犹太会堂墙上的艺术却得到了拉比的默认。

## 基督教
虽然耶稣在登山宝训中讨论了十诫，但他没有直接谈及第二诫中有关偶像崇拜的问题。根据《使徒行传》，使徒们在耶路撒冷会议上讨论了归信基督教的外邦人需要立即改变哪些行为。他们决定指示新信徒：“要禁戒祭偶像之物、血、勒死的牲畜和奸淫。”
在《哥林多前书》中，保罗进一步明确了这一指示，劝导那些对市场中出售的肉可能曾作为祭物献给偶像感到担忧的归信者。他谴责参加偶像祭祀宴席的行为，因为那明显是参与偶像崇拜的一部分。 然而，保罗建议哥林多人不必对市场上的肉或在他人家中做客时供应的肉过于担忧，只要这些肉未被明言是献给偶像的，并且要考虑不冒犯他人的良心。 保罗在这些经文中使用的语言与十诫前两条中的措辞相似，经常提及神（或稱上帝、天主）的嫉妒，严厉警告偶像崇拜和偶像形象，并将雅威定义为创造者和将以色列人从埃及拯救出来的那一位。
在雅典，保罗看到城内满是偶像，非常痛心。在亚略巴古，他向人们介绍以色列的神，宣称神是万物的创造者，是独一无二的，无法被任何偶像所代表。他宣讲道：
“我们既是神所生的，就不当以为神性像人用手艺心思所雕刻的金、银、石那样。世人蒙昧无知的时候，神并不监察，如今却吩咐各处的人都要悔改。因为祂已经定了日子，要借着祂所设立的人按公义审判天下，并且叫祂从死里复活，给万人作可信的凭据。”——《使徒行传》17:29-31（和合本）
在以弗所，保罗的传教触怒了银匠们，他们担心偶像销量下降会影响收入。当许多人响应保罗的宣讲并放弃偶像崇拜时，这一冲突尤为明显。 保罗教导基督徒应积极避免参与任何非神的崇拜。他认为，崇拜神与崇拜其他灵体是不相容的：
“所以，我亲爱的弟兄们，你们要逃避拜偶像的事。我好像对明白人说的，你们要审察我的话……难道我说祭偶像之物算得什么呢？或说偶像算得什么呢？我乃是说外邦人所献的祭是祭鬼，不是祭神。我不愿意你们与鬼相交。你们不能喝主的杯，又喝鬼的杯；不能吃主的筵席，又吃鬼的筵席。我们可惹主的愤恨吗？我们比祂还有能力吗？”——《哥林多前书》10:14, 19–22（和合本）
新约中还将“偶像”一词引申为概念上的构造。在保罗致哥罗西教会的书信中，他写道：“所以要治死你们在地上的肢体，就如淫乱、污秽、邪情、恶欲和贪婪，贪婪就与拜偶像一样。” 这一扩展将偶像崇拜的范围涵盖到某些行为和优先事项，这些行为和优先事项取代了人对神应有的关注和敬畏。保罗警告加拉太人，那些活在偶像崇拜中的人“必不能承受神的国”，并在同一段落中将巫术与偶像崇拜联系起来。 在《腓立比书》中，他提到那些“以自己的肚腹为神”的人。 在几处新约经文中，包括《登山宝训》，“偶像崇拜”一词被用来指对金钱的贪爱。 使徒雅各以类似旧约先知的语言责备那些专注于物质财富的人：“你们求也得不着，是因为你们妄求，要浪费在你们的宴乐中。你们这些淫乱的人啊，岂不知与世俗为友就是与神为敌吗？所以凡想要与世俗为友的，就是与神为敌了。”
保罗称赞帖撒罗尼迦教会说：“你们的信心传遍了各地……人们都传说你们是怎样离弃偶像归向神，要服事那又真又活的神，等候祂儿子从天降临，就是祂从死里复活的那一位，耶稣，祂救我们脱离将来的忿怒。” 保罗在写给罗马人的信中指出，崇拜受造物而非创造主是性道德和社会道德解体的原因。 使徒彼得以及《启示录》也提到崇拜别神与性罪的联系，无论是隐喻意义还是字面意义。
使徒约翰简短地写道：“小子们啊，你们要自守，远避偶像。”

### 天主教
由于圣经描述天主的身份和超越性是独一无二的，天主教会的教导禁止迷信和不虔诚，并解释该诫命被违背不仅是拥有被赋予神性力量的形象，还包括将非天主的事物神化。天主教教导认为：“无论是神灵、恶魔……权力、享乐、种族、祖先、国家、金钱等，人类每当以对天主的尊崇之心去尊崇和敬拜这些受造物时，就是犯了偶像崇拜的罪。”天主教会进一步指出，偶像崇拜的范围超越了对其他神灵形象的崇拜：“偶像崇拜否认了天主独一的主权；因此，它与天主的共融是不相容的。” 《教理》赞扬那些在文化背景中拒绝甚至模拟偶像崇拜的人， 并声明：“向神献上真实敬拜的责任不仅关乎个人，也关乎社会整体。”
《天主教教理》指出，这一诫命在圣经中多次被提及，并引用了描述那些将信任寄托于天主以外事物的人所遭受世俗后果的经文：
圣经不断提醒我们拒绝“外邦人的偶像無非金銀，不過是人手中的製造品：偶像有口，而不能言，偶像有眼，而不能看”。这些虚无的偶像使敬拜它们的人也变得虚无：“鑄造偶像的人，將與偶像同亡；凡信賴偶像的人，也將是一樣。”（《聖詠集》115:4–5, 8；参见《依撒意亞》44:9–20；《耶肋米亞》10:1–16；《達尼爾》14:1–30）。然而，天主是“永生的天主”（《若蘇厄書》3:10；《聖詠集》42:3等），祂赋予生命并介入历史。——《天主教教理》2112
在对《聖詠集》96的释义中，希波的奥古斯丁赞同聖詠集作者对无生命偶像的描述，并回忆了保祿在《格林多前书》中提到，献给这些偶像的祭物实际上是献给鬼魔的。奥古斯丁将这些鬼魔视为邪恶的存在，它们的目的不是统治，而是通过引诱人类分享它们的永恒惩罚来满足自己的恶意，就像一个扭曲的罪犯试图牵连无辜者以满足自己的邪恶。
里斯本的圣安多尼在试图改革一些神职人员对金钱的过度渴望时，将那些买卖圣职并抛弃羊群的神职人员比作偶像，使用《聖詠集》作者和《依撒意亞》的语言描述他们：“有眼却不能看，有脚却不能行走。”

### 新教
约翰·加尔文，作为多产且具有影响力的宗教改革学者，他对偶像崇拜采取了一种直接的看法，其模式借鉴了早期使徒的简单信仰：
简而言之，他们的神学实质是这样的——只有一位创造了全世界的神，祂通过摩西和先知，最终通过耶稣基督及其使徒向我们宣告了祂的旨意；我们只有一位救赎主，祂以自己的血赎买了我们，并通过祂的恩典，我们盼望得救：世界上的所有偶像都是被诅咒的，理应被憎恨。——约翰·加尔文，《为基督忍受迫害》
约翰·卫斯理在使徒约翰的经文“孩子们啊，你们要自守，远避偶像”上讲道。 他认为，约翰提到的偶像并不是指以色列周围宗教的偶像崇拜，因为通过巴比伦被掳，犹太人对这些偶像已经深恶痛绝，并且归信的犹太人会对此有所了解。卫斯理将这节经文中的偶像解读为任何事物或优先事项，如果它们取代了对神的爱，那便是偶像。他指出，使徒约翰经常鼓励基督徒之间的爱，而这种爱必须首先建立在对神的爱之上，而这种对神的爱只有在远离偶像崇拜时才有可能：
因为对弟兄的爱没有稳固的根基，除非建立在对神的爱上；而对神的爱也不可能存在，除非我们远离偶像。——约翰·卫斯理
马丁·路德教导说，人将信任或优先级置于神以外的任何事物上，都可能成为偶像。路德评论说，人类是属灵的存在，知道有神圣的权威，并因堕落的本性容易陷入偶像崇拜。他解释道，辨别真理与偶像崇拜的依据在于圣经，因为如果不留意神的话语，人们就会凭自己的想象创造神的特性，认为神与他们选择的工作和崇拜方式是一致的。